# Lamelligomphus ringens
Lamelligomphus ringens – gatunek ważki z rodziny gadziogłówkowatych (Gomphidae). Występuje w środkowych, wschodnich i północno-wschodnich Chinach, Korei Północnej i Południowej.